# Hamilton Lea
 (octobre 2023).
Pour les articles homonymes, voir Hamilton et Lea.
Hamilton Lea est une paroisse civile et un village du Leicestershire, en Angleterre.